# Palanca (okręg Prahova)
Palanca – wieś w Rumunii, w okręgu Prahova, w gminie Râfov. W 2011 roku liczyła 1125 mieszkańców.